# Swallowtail Butterfly 〜あいのうた〜
「Swallowtail Butterfly 〜あいのうた〜」（スワロウテイル・バタフライ あいのうた）は、YEN TOWN BANDのシングル。1996年7月22日発売。発売元はEpic/Sony Records。

## 解説
- CHARAが主演の日本ヘラルド映画配給・映画「スワロウテイル」主題歌。このシングルで、映画内の架空のバンド、YEN TOWN BANDが実際にデビューした。
- レコーディングはウォーター・フロント・スタジオで行われた[1]。
- このシングルで、CHARAは自身初のオリコンシングルチャート1位獲得を果たしている（2023年現在、ソロ名義での同チャート1位は未達成）。
- ビデオクリップ「Yen Town Band/Swallowtail Butterfly あいのうた」は「スワロウテイル」の併映短篇として追加され1996年12月7日より劇場公開された。
- 発売から22年後の2018年には、ライオン柔軟剤「ソフランアロマリッチ」CMソングに起用された。
- CHARA名義の作品では『Caramel Milk 〜THE BEST OF CHARA〜』、『Sugar Hunter〜THE BEST LOVE SONGS OF CHARA〜』、『JEWEL』(セルフカバー)、『Naked & Sweet』に収録されている。また、最大のヒット曲である『やさしい気持ち』と共に自身のコンサート等で頻繁に披露されている。
- TBS系ドラマ、最後の恋（第1話）の挿入曲として使用された。

## 収録曲
全作曲・編曲：小林武史
1. Swallowtail Butterfly 〜あいのうた〜
（作詞: 岩井俊二, CHARA, 小林武史）
岩井が出したテーマは「覚えたての愛の言葉」「まっすぐな道と広くて青くて透き通った空がバーッとあって、ポケットに数枚のコインしかないのにハッピーな気分」「未熟な感じを『僕』『僕ら』で出そう」というものだった。CHARAは「自分が歌うんだったら『私』の方が自然だね」と言い、「一人の人に歌うラブソング」として作詞した[1]。
作詞の実作業は岩井とCHARAで書いた後、小林がリライトした[1]。
中国語バージョンもレコーディングされているがお蔵入りにされている[1]。
Mr.Childrenのレコーディング作業の合間に小林がピアノを弾いていた時に本作のサビができた。その時点であまりにも明確でわかりやすいメロディだったため、「同じ曲がある」と疑い、周囲のスタッフに聞かせても「知らない」と言われた。その考えに至ったのはサビにあたるメロディができる前に「スティーヴィー・ワンダーがMy Little Loverの『ALICE』を『愛するデューク』みたいなアナログ志向のアレンジで歌っている」という夢を見たという影響がある。その時、小林は締め切りが迫っていたのも相まって「自分は丸々盗作するようなポリシーは持っていない!」と焦ったが「スティーヴィー・ワンダーが現実でそんな事する事自体ありえない、『ALICE』には全く別のバージョンもあり得る」と落ち着いた[1]。
1999年に教育芸術社が発行する高等学校の音楽教科書に掲載された[2]。
2. Mama's alright
（作詞: 小林武史, 長沢崇代, BRYAN BURTON-LEWIS）
CHARAは英語詞の発音に苦労した[1]。
小林は「アメリカで出したいんですよ。絶対ヒットすると思うんですけど」と自信を見せた[1]。

## カバー

### CD・音源化
- おおたか静流（1998年） - カバーアルバム『REPEAT PERFORMANCE IV 〜Rainbow Mix〜』に収録。
- MY LITTLE LOVER（2001年） - ベストアルバム『singles』ボーナストラックとして収録。
  - プロデューサーの小林武史がメンバー（当時）のため、事実上のセルフカヴァー。また、タイトルは『あいのうた 〜Swallowtail Butterfly〜』となり、本題と副題が入れ替わったものとなった。
- つじあやの（2004年） - カバーアルバム『COVER GIRL』に収録。
- 甲斐よしひろ（2007年） - カバーアルバム『10 Stories』に収録。
- cinnabom[3]（2007年） - オムニバスカバーアルバム『SOUND OF KULA』に収録。
- 菊地真（演：平田宏美）（2007年） - キャラクターソングミニアルバム『THE IDOLM@STER MASTER ARTIST 04』に収録。
- スコット・マーフィー（2008年） - カバーアルバム『Guilty Pleasures II』に収録。
- moumoon（2010年） - ミニアルバム『SPARK』に収録。
- 倖田來未（2010年） - カバーアルバム『ETERNITY〜Love & Songs〜』に収録。
- 中野サユリ（2010年） - アルバム『ミツケテ』に収録。
- 藤岡正明（2011年） - カバーミニアルバム『DISCOVERY』に収録。
- TRICERATOPS（2013年） - ライブアルバム『連載・おとといミーティング"12-Bar" BOOK+CD』[4]に収録。
- やなぎなぎ（2013年） - アルバム『エウアル』初回限定版に収録。
- Ms.OOJA（2014年） - カバーアルバム『WOMAN 2 〜Love Song Covers〜』に収録。
- JUJU（2014年） - カバーアルバム『Request II』に収録。
- スピッツ（2016年） - アルバム『醒めない』(ファンクラブ・『Spitzbergen』会員限定盤)特典ディスク[5]に収録。
- anderlust（2016年） - シングル『いつかの自分』に収録。So-net20周年記念タイアップソング。
- ユキ（演：花澤香菜）（2019年） - アニメ『消滅都市』キャラクターソングシングル「ユキ カバーソングシングル」に収録[6]。
- 森恵（2020年） - カバーアルバム『COVERS2 Grace of The Guitar+』に収録。
- 家入レオ（2020年） - EP『Answer』に収録。
- 伊東健人（2021年） - カバーアルバム『COVER～YOUTH～』に収録。
- Lizabet（2022年） - シングル『Another Day Goes By』に英語詞で収録。
- Baby Kiy (2023年)

### 非音源化・ライブでのカバー
- aiko（2000年） - 自身のラジオ番組『aikoの@llnightnippon.com』の1コーナー「歌え!aiko」にて歌唱。
- 太田裕美（2001年） - ライブ『雨女の逆襲』にて歌唱。
- 豊崎愛生（2018年） - ライブ「LAWSON presents 豊崎愛生 コンサート2018 『AT living』」(2018年11月25日公演分)にて歌唱。
- ニーコ（2022年） - YouTubeチャンネル『SingLike!』にて歌唱。
- アイナ・ジ・エンド（2023年） - 『ap bank fes ’23 〜社会と暮らしと音楽と〜』の2日目のステージにて歌唱。[7]